# Zigera livida
Zigera livida är en fjärilsart som beskrevs av George Francis Hampson 1902. Zigera livida ingår i släktet Zigera och familjen nattflyn. Inga underarter finns listade i Catalogue of Life.